# Brazil Challenger
Il Brazil Challenger, noto per ragioni di sponsorizzazione prima come Copa Petrobras Brazil e poi come Copa Petrobras São Paulo, è stato un torneo professionistico maschile di tennis giocato sulla terra rossa, che faceva parte dell'ATP Challenger Tour. Si giocava annualmente dal 2004, quando il torneo fu inaugurato ad Aracaju dove si tennero le prime tre edizioni. Nel 2007 fu disputato a Belo Horizonte e l'anno successivo fu giocato di nuovo ad Aracaju. Le ultime due edizioni del 2009 e 2010 si tennero a San Paolo del Brasile.

## Albo d'oro

### Singolare
| Anno | Campione         | Finalista         | Punteggio           |
| ---- | ---------------- | ----------------- | ------------------- |
| 2004 | Nicolás Lapentti | Júlio Silva       | 6–2, 6–2            |
| 2005 | Boris Pašanski   | Nicolás Lapentti  | 7–6(9), 7–5         |
| 2006 | Sergio Roitman   | Boris Pašanski    | 6–1, 6–3            |
| 2007 | Nicolas Devilder | Marcel Granollers | 6–2, 6(4)–7, 7–6(6) |
| 2008 | Paul Capdeville  | Thiago Alves      | 7–5, 6–4            |
| 2009 | Thomaz Bellucci  | Nicolás Lapentti  | 6–4, 6–4            |
| 2010 | Marcos Daniel    | Thomaz Bellucci   | 6–1, 3–6, 6–3       |

### Doppio
| Anno | Campione                                  | Finalista                               | Punteggio           |
| ---- | ----------------------------------------- | --------------------------------------- | ------------------- |
| 2004 | Enzo Artoni Ignacio González-King         | Juan Pablo Guzmán Santiago Ventura      | 6–4, 6–2            |
| 2005 | Máximo González (1) Sergio Roitman (1)    | Carlos Berlocq Martín Vassallo Argüello | 6–4, 6(7)–7, 6–3    |
| 2006 | Máximo González (2) Sergio Roitman (2)    | Tomas Behrend Marcel Granollers         | 7–6(6), 3–6, [10–6] |
| 2007 | Marcel Granollers Santiago Ventura        | Adrián García Leonardo Mayer            | 6–3, 6–3            |
| 2008 | Juan Martín Aranguren Franco Ferreiro (1) | Thiago Alves João Souza                 | 6–4, 6–4            |
| 2009 | Franco Ferreiro (2) Ricardo Mello         | Diego Junqueira David Marrero           | 6–3, 6–3            |
| 2010 | Franco Ferreiro (3) André Sá              | Rui Machado Daniel Muñoz de la Nava     | 3–6, 7–6(2), [10–8] |